# Adam Dalgliesh
Adam Dalgliesh är en fiktiv polis som är huvudperson i en rad detektivromaner av P.D. James. Adam Dalgliesh medverkar i 14 romaner och första framträdandet är i boken Cover Her Face (1962; Slut hennes ögon). 
1. Cover Her Face (1962; "Slut hennes ögon")
2. A Mind to Murder (1963; "Mord i sinnet")
3. Unnatural Causes (1967; "Onaturlig död")
4. Shroud for a Nightingale (1971; "Döden går ronden").
5. The Black Tower (1975; "Det svarta tornet")
6. The Death of an Expert Witness (1977; "Ett expertvittnes död").
7. A Taste for Death (1986; "Smak för döden").
8. Devices and Desires (1989; "Böjelser och begär")
9. Original Sin (1994; "Arvssynd")
10. A Certain Justice (1997; "Ett slags rättvisa")
11. Death in Holy Orders (2001; "Yttersta domen")
12. The Murder Room (2003; "I mördarens rum")
13. The Lighthouse (2005; "Fyren")
14. The Private Patient (2008; "Patienten")

Han är huvudperson i TV-serien Dalgliesh från 2021, som bygger på sex av böckerna.
De 10 första böckerna är också filmade med Roy Marsden i huvudrollen,
inspelade mellan 1983 och 1998.